# Pistolet maszynowy Beretta M12
Pistolet maszynowy Beretta M12 – włoski pistolet maszynowy opracowany w latach 50. XX wieku w zakładach Fabbrica d'Armi Pietro Beretta S.p.A. w Mediolanie.

## Historia
W połowie lat pięćdziesiątych w firmie Pietro Beretta SpA opracowano pistolet maszynowy na nabój pistoletowy 9 × 19 mm Parabellum, który oznaczono jako Beretta M12.
W 1959 roku pistolet maszynowy Beretta M12 został wprowadzony na uzbrojenie armii włoskiej. Później był również eksportowany do szeregu innych krajów.
W 1983 roku opracowano zmodernizowaną wersję tego pistoletu, którą oznaczono jako Beretta M12S. Taka wersja pistoletu jest produkowana do chwili obecnej w zakładach Pietro Beretta SpA oraz na licencji w zakładach Fabrique Nationale (FN) w Belgii. Pistolet ten używany jest w wojsku oraz w oddziałach specjalnych wojska i policji.

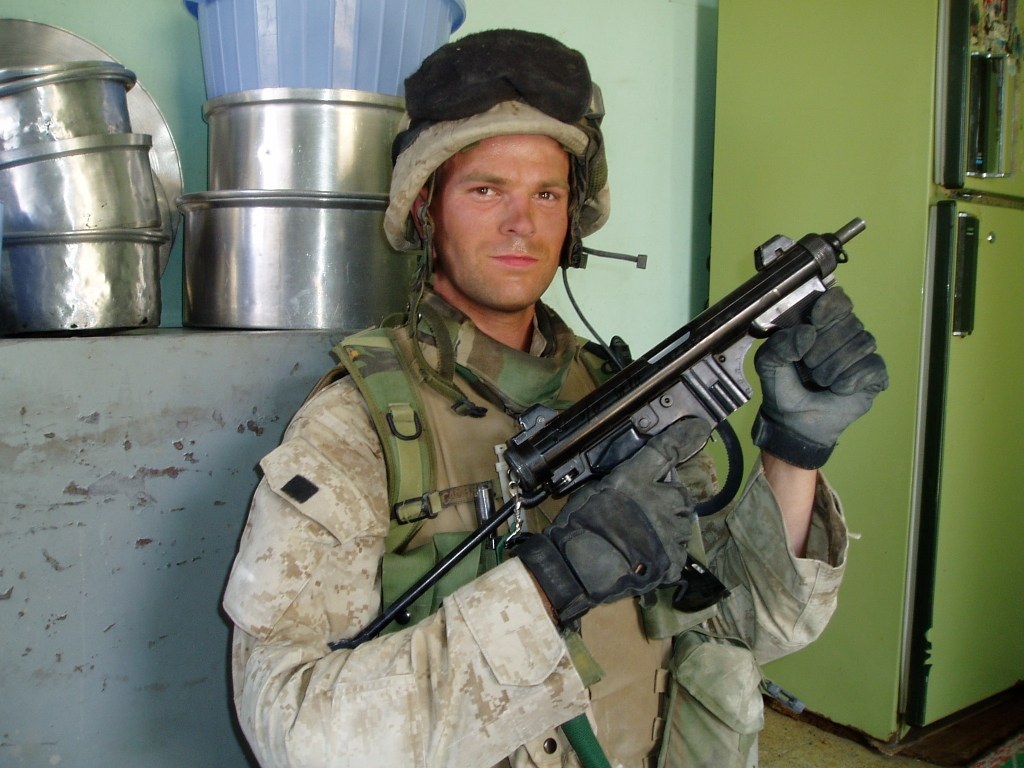
Żołnierz z pm Beretta M12S znalezionym w Iraku

Beretta M12 poza Włochami jest używana w Brazylii, Kostaryce, Dominikanie, Gwatemali, Hondurasie, Gabonie, Libii, Nigerii, Arabii Saudyjskiej i Wenezueli.

## Konstrukcja

### Beretta M12
Pistolet maszynowy Beretta M12 jest bronią samoczynno-samopowtarzalną, działa na zasadzie odrzutu zamka swobodnego, nasuwającego się na lufę. Komora zamkowa z chwytem przednim i tylnym, gniazdem magazynka i komorą spustową tworzy jeden zespół. Mechanizm uderzeniowy igliczny ze stałą iglicą.
Zasilanie pistoletu jest z magazynka pudełkowego o pojemności 20, 32 lub 40 nabojów.
Broń jest wyposażona w kolbę metalową składaną lub przyłączaną drewnianą kolbę stałą. Celownik przeziernikowy przerzutowy na 100 i 200 m oraz dwa bezpieczniki: samoczynny, znajdujący się w chwycie tylnym pod kabłąkiem języka spustowego i nastawny usytuowany nad chwytem.

### Beretta M12S
Wersja pistoletu maszynowego Beretta M12S została w ten sposób zmodyfikowana, że połączono bezpieczniki nastawny i przełącznik rodzaju ognia w jeden mechanizm skrzydełkowy. Zastosowano muszkę z możliwością regulacji kąta podniesienia i wprowadzania poprawek na wiatr. Zainstalowano zatrzask sprężyny powrotnej. Zastosowano również w stopce kolby zatrzask jednoznacznie określający ustawienie stopki w położeniu otwartym i złożonym. Zmiany te spowodowały nieznaczny wzrost wagi broni.

## Dane taktyczno-techniczne
| Wzór                                | Beretta M12                                      | Beretta M12S                                     |
| Kaliber                             | 9 mm                                             | 9 mm                                             |
| Nabój                               | 9 × 19 mm Parabellum                             | 9 × 19 mm Parabellum                             |
| Masa broni niezaładowanej (kg)      | 3,00 (z kolbą metalową) 3,40 (z kolbą drewnianą) | 3,20 (z kolbą metalową) 3,60 (z kolbą drewnianą) |
| Masa broni załadowanej (kg)         | 3,77 (z kolbą metalową) 4,18 (z kolbą drewnianą) | 3,81 (z kolbą metalową)                          |
| Długość broni z kolbą metalową (mm) | 645 (rozłożoną) 418 (złożoną)                    | 660 (rozłożoną)                                  |
| Długość lufy (mm)                   | 200                                              | 200                                              |
| Prędkość początkowa pocisku (m/s)   | 381                                              | 381                                              |
| Szybkostrzelność (strz/min)         | 550 (teoretyczna) 120 (praktyczna)               | 550 (teoretyczna) 120 (praktyczna)               |
| Donośność skuteczna (m)             | 200                                              | 200                                              |